# Úvalský rybník
Úvalský rybník este o arie protejată (arie specială de conservare — SAC, sit de importanță comunitară — SCI) din Republica Cehă întinsă pe o suprafață de 12,61 ha, integral pe uscat.

## Localizare
Centrul sitului Úvalský rybník este situat la coordonatele 48°44′44″N 16°42′44″E / 48.745556°N 16.712222°E.

## Înființare
Situl Úvalský rybník a fost declarat sit de importanță comunitară în aprilie 2005 pentru a proteja 1 specie de animale. Situl a fost protejat și ca arie specială de conservare în august 2014.

## Biodiversitate
Situată în ecoregiunea panonică, aria protejată nu include niciun habitat protejat.
La baza desemnării sitului se află o specie protejată de  amfibieni: buhai de baltă cu burta roșie (Bombina bombina).